# Хасси-Рмель
Ха́сси-Рмель — гигантское газоконденсатное месторождение в Алжире. Расположено в Алжирской Сахаре (Алжиро-Ливийский нефтегазоносный бассейн). Открыто в 1956 году геологами государственной французской компании Société nationale de recherche et d'exploitation de pétrole en Algérie (S.N. Repal).
Газоносность связана с отложениям нижнетриасового возраста. Данное месторождение площадью 3,5 тыс. км³ находится в центральной части свода Тильремт. Залежи расположены на глубине 2,1-2,3 км.
Начальные запасы газа свыше 2600 млрд м³, конденсата — 500 млн тонн. Газ содержит 81 % метана.
Оператором месторождения является алжирская государственная нефтегазовая компания Sonatrach. Добыча газа на месторождении в 2007 г. — составила 25 млрд м³.
Центр добычи — г. Хасси-Рмель.